# Zvandripshi
Zvandripshi (en georgiano: ზვანდრიფში; en abjasio: Жәандрыԥшь, romanizado: Zvandrypsh) es un pueblo que pertenece a la parcialmente reconocida República de Abjasia, parte del distrito de Gudauta, aunque de iure pertenece al municipio de Gudauta de la República Autónoma de Abjasia de Georgia.

## Toponimia
El nombre del pueblo se deriva de la antigua familia aristocrática local Zvanba. En dialecto bzipi del abjasio el pueblo se conoce como Zvandrypsh (Зәандрыԥшь).

## Geografía
Zvandripshi se encuentra 8 km al noroeste de Gudauta. Limita con el pueblo de Yirjva en el norte, Otjara en el oeste; Lyjny por el este y hacia el sur está Ajalsopeli.

## Historia
Durante el período soviético, se desarrollaron el cultivo y el mecanismo del tabaco.

## Demografía
La evolución demográfica de Zvandripshi entre 1886 y 2011 fue la siguiente:
| 692                                                 | 1089 | 989 | 1048 | 907 |
| (Fuente: Population of Abkhazia since Soviet times) |      |     |      |     |

La población de Zvandripshi ha sufrido un descenso de algo menos del 20% por la guerra. Actualmente, y en el pasado también, la inmensa mayoría de la población son abjasios.
|              | 2011      | 2011       |
| Grupo étnico | Población | Porcentaje |
| ------------ | --------- | ---------- |
| Georgianos   | 2         | 0,2%       |
| Abjasios     | 885       | 97,6%      |
| Rusos        | 17        | 1,9%       |
| Ucranianos   | 1         | 0,1%       |
| Griegos      | 2         | 0,2%       |
| Total        | 907       | 100%       |

## Infraestructura

### Transporte
La carretera y el ferrocarril que conectan Rusia con Sujumi cruzan el pueblo.